# Bill Holland
Bill Holland (né le 18 décembre 1907 à Philadelphie, mort le 20 mai 1984) était un pilote de course automobile américain qui a remporté les 500 miles d'Indianapolis en 1949.

## Résultats aux500 milesd'Indianapolis
| Année  | N° voiture | Grille | Classement | Tours | Tours en tête | Abandon           |
| ------ | ---------- | ------ | ---------- | ----- | ------------- | ----------------- |
| 1947   | 16         | 8      | 2          | 200   | 143           | /                 |
| 1948   | 2          | 2      | 2          | 200   | 0             | /                 |
| 1949   | 7          | 4      | 1          | 200   | 146           | /                 |
| 1950   | 3          | 10     | 2          | 137   | 8             | /                 |
| 1953   | 49         | 28     | 15         | 177   | 0             | Boîte de vitesses |
| Totaux | Totaux     | Totaux | Totaux     | 914   | 297           |                   |

| Départs   | 5 |
| Poles     | 0 |
| Victoires | 1 |
| Top 5     | 4 |
| Top 10    | 4 |
| Abandon   | 1 |

## Championnat du monde
Les 500 miles d'Indianapolis ont fait partie du championnat du monde FIA des pilotes de 1950 à 1960. Les pilotes qui couraient à Indy pendant cette période étaient crédités pour le championnat du monde. Bill Holland a participé à 2 éditions de l'Indy 500 comptant pour le championnat du monde. Il a terminé une fois à la deuxième place et a totalisé 6 points au championnat.

## Récompenses dans lesHall of Fame
Il a été intronisé au National Sprint Car Hall of Fame in 2005.